# لیندریج
لیندریج (به انگلیسی: Lindridge) یک روستا و محله مدنی در بریتانیا است که در Malvern Hills واقع شده‌است.